# KT Corporation
A KT Corporation também conhecida por  KT (antiga Korea Telecom, em coreano: 통신 한국, NYSE: KTC) é uma empresa da Coreia do Sul que presta serviços de telefonia e de telecomunicações sem fio. A KT se dedica às tecnologias de informação e comunicação na Coreia do Sul tem a maior parcela de usuários de serviços de telefonia local e de Internet de alta velocidade. A KT é líder no mercado mundial na era da convergência entre voz e dados, com e sem fio, radiodifusão e telecomunicações. A KT tem sido a empresa de telecomunicação N° 1 na Coreia do Sul desde que fundiu-se com a KTF.

## História
Na vanguarda da era digital, a KT tem liderado os avanços da tecnologia de informação na Coreia do Sul desde a sua criação em 1981. O primeiro marco foi em 1993, quando a KT superou os 20 milhões de usuários em linhas telefônicas. Isto foi seguido pelo lançamento do primeiro satélite de telecomunicações do país em 1995, o Koreasat 1. Em 2004, a base de assinantes de Internet de alta velocidade da empresa ultrapassou 6 milhões e dois anos mais tarde foi introduzido o primeiro serviço comercial WiBro. Em 2007, a KT lançou o primeiro serviço de IPTV chamado QOOK TV da Coreia, que combina telecomunicações com radiodifusão.

## Fusão com a KTF
Em 1 de junho de 2009, a KT e a KTF (unidade móvel) se fundiram para formar uma empresa sob o nome KT. Após essa união a KT tornar-se uma empresa de convergência global líder de TIC (Informação e Comunicação), com foco em promover o negócio de convergência fixa e móvel. A entidade resultante da concentração para estender a competição de serviços sem fio em negócios internacionais. expandindo o WiMAX e outros serviços sem fio para contribuir no fortalecimento de sua presença global.

## Satélites
| Satélite    | Fabricante                                        | Data do lançamento     | Veiculo de lançamento | Estado        | Nota |
| ----------- | ------------------------------------------------- | ---------------------- | --------------------- | ------------- | --- |
| Koreasat 1  | Hughes                                            | 5 de agosto de 1995    | Delta 7926            | Inativo       | Também conhecido por Mugungwha 1 e Europe*Star B                                                                       |
| Koreasat 2  | Lockheed Martin                                   | 14 de janeiro de 1996  | Delta 7925            | Vendido       | Também conhecido por Mugungwha 2. Foi vendido em julho de 2009 para a Asia Broadcast Satellite e renomeado para ABS-1A |
| Koreasat 3  | Lockheed Martin                                   | 4 de setembro de 1999  | Ariane 42P            | Vendido       | Também conhecido por Mugungwha 3. Foi vendido em maio de 2010 para a Asia Broadcast Satellite e renomeado para ABS-7   |
| Koreasat 5  | Alcatel Alenia Space                              | 22 de agosto de 2006   | Zenit-3SL             | Ativo         | Também conhecido por Mugungwha 5                                                                                       |
| Koreasat 5A | Thales Alenia Space                               | Programado para 2017   | Falcon 9 Full Thrust  | Em construção | Também conhecido por Mugungwha 5A                                                                                      |
| Koreasat 6  | Thales Alenia Space                               | 29 de dezembro de 2010 | Ariane 5 ECA          | Ativo         | Também conhecido por Olleh 1                                                                                           |
| Koreasat 7  | Thales Alenia Space/ Orbital Sciences Corporation | 26 de setembro de 1999 | Proton-K/Blok-DM3     | Ativo         | Também conhecido por LMI 1 e ABS-1                                                                                     |
| Koreasat 7  | Thales Alenia Space                               | 4 de maio de 2017      | Ariane 5 ECA          | Ativo         | Também conhecido por Mugungwha 7                                                                                       |
| Koreasat 8  | Space Systems/Loral                               | 6 de fevereiro de 2014 | Ariane 5 ECA          | Ativo         | Também conhecido por ABS-2 e ST-3                                                                                      |